# Célia Granier-Deferre
Pour les articles homonymes, voir Granier-Deferre, Granier et Deferre.
 (août 2017).
Célia Granier-Deferre est une actrice et scénariste française. Elle est la fille du réalisateur Pierre Granier-Deferre et de la monteuse Isabel Garcia de Herreros.

## Filmographie

### Actrice

#### Cinéma
- 1998 : Le Monde à l'envers de Rolando Colla : Catherine
- 2006 : Qui m'aime me suive de Benoît Cohen : Isa
- 2009 : Je suis heureux que ma mère soit vivante de Claude Miller et Nathan Miller : employée préfecture
- 2013 : Le Week-End de Christopher Granier-Deferre : la caissière

#### Télévision
- 1996 : La Dernière Fête de Pierre Granier-Deferre : Alice
- 1999 : La Façon de le dire de Sébastien Grall : l'hôtesse
- 1999 : Julie Lescaut, épisode 3 saison 8, L'affaire Darzac d'Alain Wermus : réceptionniste
- 1999 : Jacotte de Charlie Beleteau
- 2000 : Les Cordier juge et flic, épisode 1 saison 8, Crime de cœur de Paul Planchon : Laurence Touré
- 2000 : Maigret, épisode 2 saison 9, Maigret et la fenêtre ouverte de Pierre Granier-Deferre : Odile Rivière
- 2001 : Navarro de Patrick Jamain
- 2002 : Maigret, épisode 3 saison 10, Maigret chez les riches de Pierre Granier-Deferre : Bambi
- 2006 : Louis Page, épisode L'Enfant de la providence : Sonya
- 2007 : Nos enfants chéris de Benoît Cohen

### Scénariste
- 2009 : Trente ans que nous n'auront plus jamais de Dorothée Tavernier